# Bellatrix (ster)
Bellatrix (gamma Orionis) is een type B reuzenster in het sterrenbeeld Orion. Het is de 26 na helderste ster aan de nachtelijke hemel
De ster staat ook bekend als de Amazonester.

## Zie ook

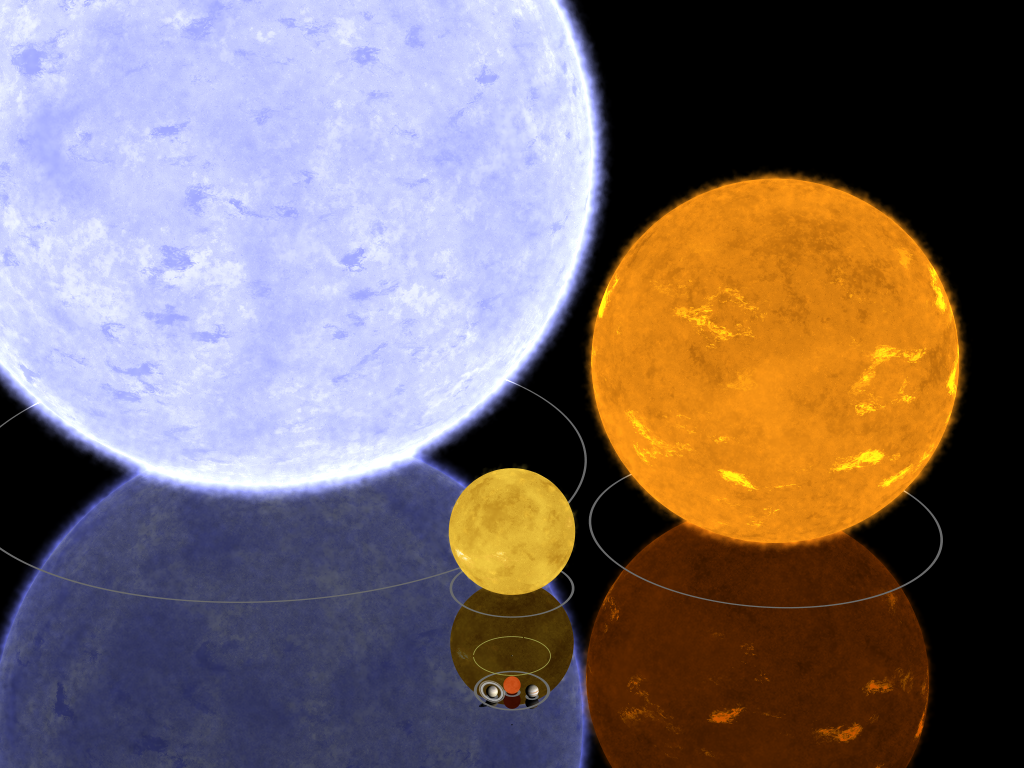
Interpretatie van Bellatrix (links), Algol B (rechts), de zon (midden), en andere objecten.